# Usza (dopływ Berezyny)
Usza (biał. Уша lub Вуша) — rzeka na Białorusi, prawy dopływ Berezyny (zlewnia Dniepru) długości 89 km. Powierzchnia dorzecza 725 km². Przepływ u ujścia 4,2 m³/sek. Średni spadek na całej długości rzeki 0,6‰.
Usza wypływa 2,5 km na południowy wschód od wioski Smolnica rejonu smolewickiego na Wysoczyźnie Mińskiej i płynie przeważnie na południowy zachód. Na odcinku ostatnich 14 km skanalizowana. Zamarza w końcu listopada; lody puszczają w połowie kwietnia.